# Pokój (Opole)
Pokój (Duits: (Bad) Carlsruhe) is een dorp in het Poolse woiwodschap Opole, in het district Namysłowski. De plaats maakt deel uit van de gemeente Pokój.
Carlsruhe werd in 1748 gesticht door Karl Christian Erdmann von Württemberg-Oels. Hij noemde de plaats naar Karlsruhe in Württemberg en bouwde hier een jachtslot. In 1847 werd Carlsruhe een Kurbad en heette sindsdien Bad Carlsruhe. Nadat op 21 januari 1945 de plaats door het Rode Leger zonder strijd was veroverd werd het jachtslot geplunderd en in brand gestoken. De Duitse bevolking werd verdreven.

## Verkeer en vervoer
- Station Pokój

## Geboren in (Bad) Carlsruhe
- Maria Dorothea van Württemberg (1797-1855), aartshertogin van Oostenrijk
- Siegfried Translateur (1875-1944), componist en dirigent
- Ferdinand von Richthofen (1833-1905), geograaf